# Aclastus borealis
Aclastus borealis là một loài tò vò trong họ Ichneumonidae.